# Jacob Matthias Schmutzer
Jakob Matthias Schmutzer est un peintre et graveur autrichien, né à Vienne le 6 avril 1733 et mort dans la même ville le 2 décembre 1811. 

## Biographie
Il est le fils du graveur sur cuivre Andreas Schmutzer (1700-1741) et le petit-fils d'un général d'armée allemand et du graveur Jakob Schmutzer (1662-1729). Il est né dans la maison « Zum kleinen Blumenstock », dans le quartier Mariahilf de Vienne.
Il a perdu son père à l'âge de 8 ans. Il a alors travaillé chez un boucher de ses parents pour garder des moutons destinés à l'abattage. Mais il confiait la garde des moutons à ses amis pour suivre des leçons de dessin à l'académie des beaux-arts de Vienne, mais l'odeur de ses habits était si désagréable qu'on ne l'a plus supporté. Il a gravé un petit portrait du graveur Matthäus Donner (1704–1756), jeune frère du sculpteur Georg Raphael Donner, qui l'a sorti de sa situation en le prenant avec lui.
Il a travaillé plus tard, pendant trois ans, en Hongrie comme architecte mais en passant son temps libre à faire de la gravure. Le général baron de Kettler l'a recommandé au prince de Kaunitz, pour obtenir de Marie-Thérèse une bourse qui lui a permis d'aller à Paris pour se former dans l'atelier parisien du graveur d'origine allemande Jean-Georges Wille. Il y arrive en novembre 1762 déjà père de quatre enfants. Il tomba gravement malade peu après son arrivée mais s'est rétabli rapidement. Il a gravé des plaques pendant son séjour parisien : celle du peintre Christian Guillaume Ernest Dietricy, celle de son ami Franz Edmund Weirotter (1733-1771), le portrait de son protecteur, le prince Wenzel Anton von Kaunitz-Rietberg (1711 - 1794), d'après Steiner, en imitant le style de Wille sans l'égaler.

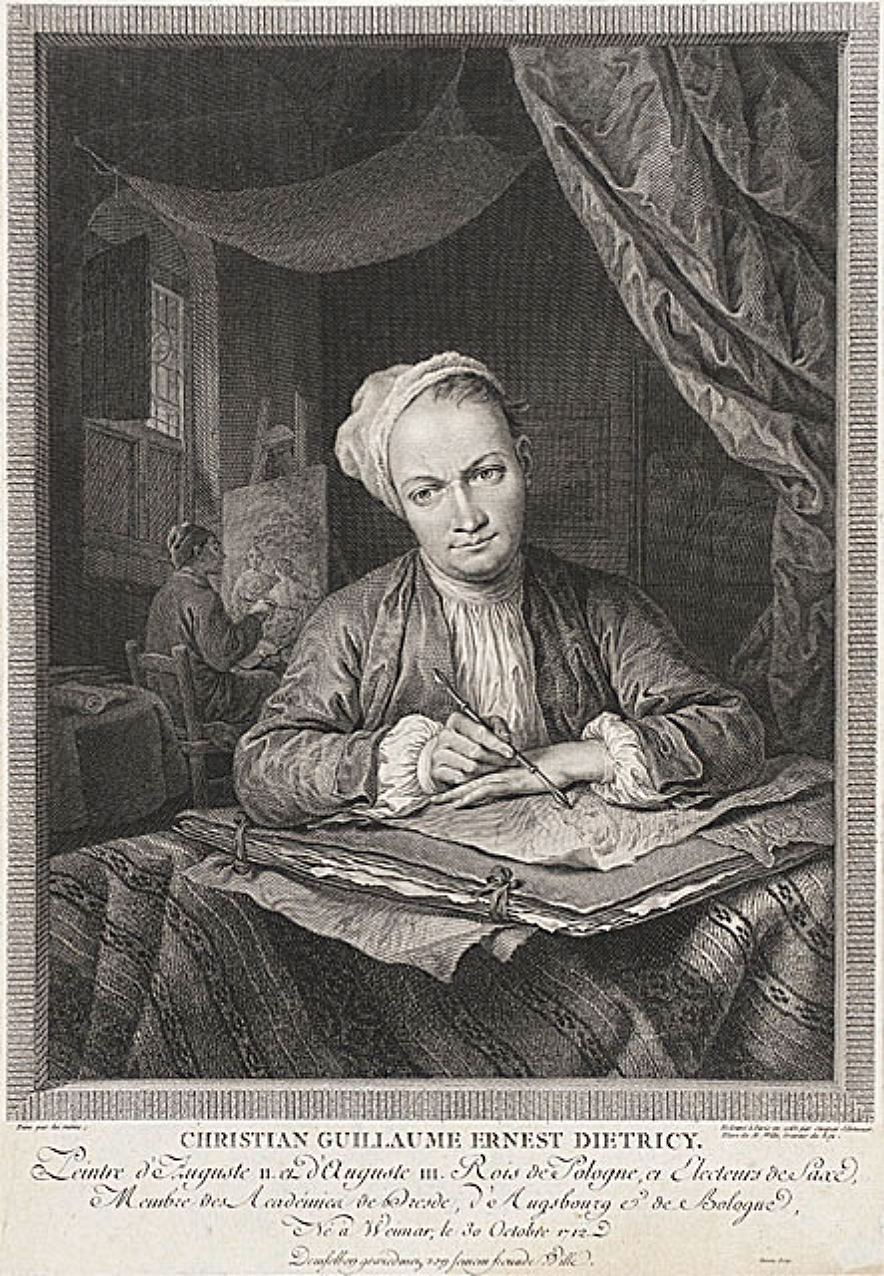
Portrait Christian Guillaume Ernest Dietricy
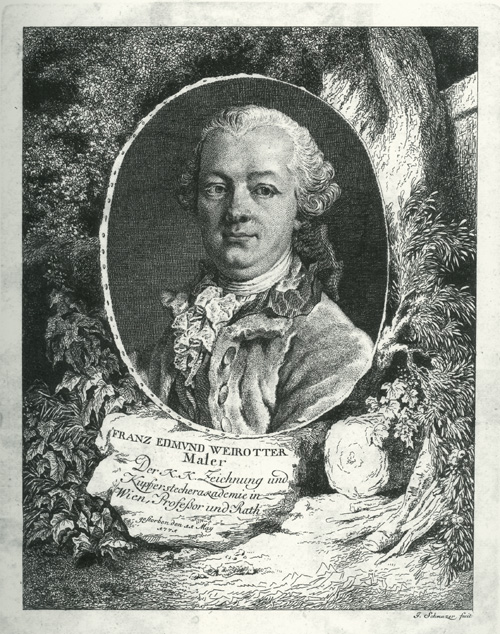
Portrait de Franz Edmund Weirotter

Il repart pour Vienne en 1766. Il est alors nommé directeur de la collection de gravures et chargé de la construction de la nouvelle académie de gravure que l'impératrice venait de fonder. À l'exemple de Johann Ignaz von Felbiger, il réforme l'enseignement des écoles normales de dessin. En 1772, sous la direction de Jacob Matthias Schmutzer l'académie de gravure est réunie à celle de peinture, de sculpture et d'architecture.
Il a produit quelques plaques honorables :
- l'empereur François Ier, d'après Liotard (1769) ;
- l'impératrice Marie-Thérèse, d'après Ducreux ;
- portrait du sculpteur Georg Raphael Donner (1693-1741) (vers 1773) ;
- Ulusse enlevant le fils d'Andromaque, d'après le dessin du prince Albert de Saxe (1776) ;
- Mutius Scaevola, d'après Rubens (1776) ;
- La Naissance de Vénus, d'après Rubens (1784) ;
- Saint Grégoire et Théodose, d'après Rubens (1784) ;
- un grand médaillon de Kaunitz d'après le bronze de Jean Haguenauer (1786) ;
- des paysages.

En 1769 il a produit une série de gravures reproduisant fidèlement les uniformes des différentes troupes de cavalerie (hussards, dragons, cuirassiers et chevau-légers) à l'époque de l'impératrice Marie-Thérèse. Elles ont été reprises par des peintures par Johann Christian Brand qui se trouvent au musée d'histoire militaire de Vienne.